# Панненберг, Вольфхарт
Вольфхарт Панненберг (нем. Wolfhart Pannenberg; 2 октября 1928, Штеттин, Западная Пруссия, Германия — 4 сентября 2014, Мюнхен, Германия) — немецкий протестантский ортодоксальный теолог, представитель «теологии надежды», профессор систематического богословия на кафедре протестантской теологии Мюнхенского университета (подал в отставку в 1994 году).
Панненберг — участник междисциплинарного исследовательского проекта Поэтика и герменевтика.

## Биография
Родился в семье работника таможни и домохозяйки. Он был крещён в младенчестве в Евангелической церкви Германии, но в остальном практически не имел контактов с церковью в ранние годы. Во многом это было обусловлено отказом родителей от церковного благочестия.
В юности Панненберг увлекался музыкой. В 16 лет он познакомился с сочинениями Фридриха Ницше, пробудившими в нём интерес к философии и сформировавшими критичное отношение к христианству. В этом же возрасте он пережил сильный религиозный опыт, который позже назвал «опытом света». Пытаясь понять этот опыт, он начал читать произведения великих философов и религиозных мыслителей.
Учитель литературы в школе, который был членом Исповедующей церкви, во время господства нацизма в Германии, посоветовал ему обратить пристальное внимание на христианство, в результате чего Вольфхарт пережил «интеллектуальное преображение» и пришёл к выводу о преимуществе христианства над всеми прочими мировоззренческими системами. Это привело его к пониманию своего призвания как богослова.
В 1942 году семья переехала в Берлин. В конце Второй мировой войны Паннеберг был призван в действующую армию солдатом и некоторое время провёл в британском плену. В 1947 году он поступил в Берлинский университет, где изучал философию и теологию. Познакомившись с сочинениями Карла Барта, в 1950 году Панненберг поступил в Базельский университет, откуда в 1951 году перевёлся в Гейдельбергский университет. Причиной его отказа от дальнейшего обучения у Карла Барта стало неприятие Панненбергом разграничения между естественным знанием и Божественным Откровением, наблюдавшимся в теологии учителя.
В Гейдельбергском университете он обучался у Петера Бруннера, Эдмунда Шлинка, Ганса фон Кампенхаузена и Герхарда фон Рада. Во время учёбы Панненберг вёл постоянные дискуссии со студентами с других факультетов о природе Божественного Откровения и со временем эта группа студентов была прозвана окружающими «кружком Панненберга».
В 1953 году он защитил докторскую диссертацию «О предопределении у Дунса Скота», которую посвятил своему учителю Эдмунду Шлинку. Спустя год диссертация Панненберга была опубликована. В 1955 году он завершил своё образование.
С 1958 по 1961 год Панненберг в звании профессора преподавал систематическое богословие в лютеранской церковной семинарии в Вуппертале, а с 1961 по 1961 год эту же дисциплину в Майнцском университете имени Иоганна Гутенберга. В статусе приглашённого профессора он читал свои лекции в Чикагском университете (1963), Гарвардском университете (1966) и Клермонтской школе теологии (1967). С 1967 года и до своей отставки в 1994 году Панненберг преподавал систематическое богословие на кафедре протестантской теологии в Мюнхенском университете.
Им был основан Институт фундаментального богословия и экуменизма, целью которого является содействие диалогу с католическими теологами. Панненберг получил признание как наиболее видный представитель этого богословского диалога. С 1975 по 1990 год он был делегатом Евангелической церкви Германии в Комиссии по вопросам веры и церковного устройства при Всемирном Совете Церквей.
В 1977 году Панненберг был избран действительным членом философского и исторического общества Баварской академии наук. Он является почётным членом различных научных институтов в США, Великобритании, Италии и Испании. Он награждён Федеральным крестом за заслуги I степени (1987), Баварским орденом за заслуги (1993) и Баварским Максимилианским орденом науки и искусства (1995). В 1997 году Панненберг вернул государству Федеральный крест I степени в знак протеста против награждения этим же орденом защитницу лесбиянок и геев Херты Лейстнер. Он выступил против признания движения в церкви венчания гомосексуальных пар, так как это противоречит не только букве, но и духу христианства.

## Теология[6]

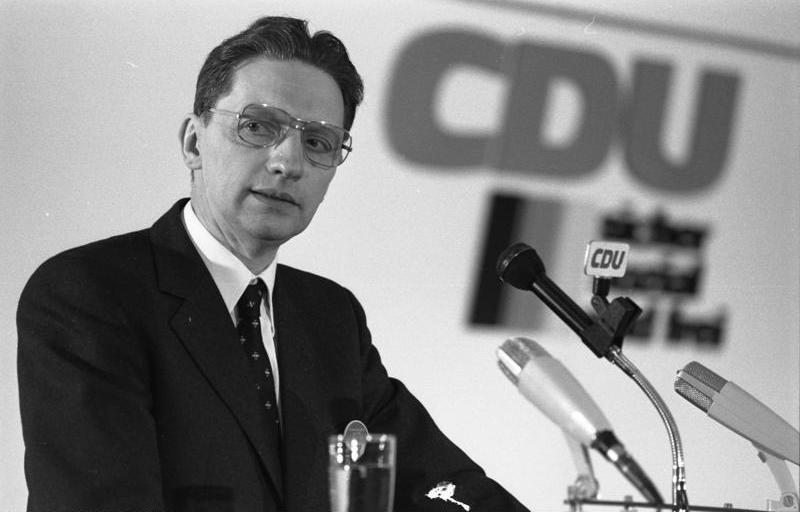
Вольфхарт Панненберг выступает на конференции ХДС в Бонне в 1983 году

Важным в теологии Панненберга является понимание природы богословия и истины. Он категорически отвергает пиетизм в различных его формах и утверждает, что источник веры следует искать не в вере, а в Иисусе Христе. Откровение по нему исторично, поэтому в борьбе за откровение как основание веры необходимы разумные аргументы, необходимо богословие. Панненберг возвращает христианской вере прочное интеллектуальное основание. Для него богословие — это открытая научная дисциплина, участвующая в поиске универсальной истины, путь к которой лежит через богословские размышления и анализ произошедших событий.
Вместе с тем он утверждает, что истина носит исторический и эсхатологический характер, и значит, до наступления Царства Божия, она по природе своей остаётся неполной. Поэтому теология, как и все другие области человеческого знания, носит условный характер и все догмы следует рассматривать как гипотезы, которые подлежат проверке на соответствие другим областям знания. Истинное познание Бога, согласно Панненбергу, возможно лишь в конце времён.
Отсюда возникает центральная тема его учения — союза разума и надежды, поэтому богословскую систему Панненберга часто относят к «теологии надежды».
Говоря о Боге, Панненберг утверждает, что Божественная природа Бога непосредственно связана с проявлением Его господства над своим творением. Это предположение означает, что окончательное спасение Божьего творения может служить неоспоримым доказательством существования самого Бога. Следовательно, исторический процесс, достигший своего логического завершения, представляет собой доказательство Богом собственного существования. Систематическое богословие, в свою очередь, служит для разъяснения этого доказательства.
В теологии Панненберга особое место занимает тема единства церкви и места церкви в общественной жизни. Он является убеждённым экуменистом, но целью экуменического движения полагает установление евхаристического общения между церквями, ведущему к единству всех христиан. Единство христиан необходимо для усиления общественной позиции церкви ради свидетельства миру о конечной природе всех человеческих институтов до приближения Царства Божия, главной надежды мира. Церковь же является знамением этого Царства, так как она выражает общение людей друг с другом и Богом, особенно в Евхаристии.

## Избранные сочинения
Панненбергом написано множество книг и статей. По состоянию на декабрь 2008 года, на его «странице» на сайте Мюнхенского университета представлено 645 научных публикаций.
- Die Prädestinationslehre des Duns Skotus im Zusammenhang der scholastischen Lehrentwicklung. Forschungen zur Kirchen- und Dogmengeschichte 4. Vandenhoeck & Ruprecht, Göttingen 1954 (Dissertation)
- (Hrsg.:) Offenbarung als Geschichte. Kerygma und Dogma Beiheft 1. Vandenhoeck & Ruprecht, Göttingen (1961) 5. Aufl. 1982 (engl.: Revelation as History, 1968)
- Grundzüge der Christologie. (1964) 7. Aufl. Mohn, Gütersloh 1990 ISBN 3-579-04014-6 (engl.: Jesus — God and Man, 1968)
- Ethik und Ekklesiologie. Gesammelte Aufsätze. Vandenhoeck & Ruprecht, Göttingen 1977 ISBN 3-525-56139-3
- Grundfragen Systematischer Theologie. Gesammelte Aufsätze. Vandenhoeck & Ruprecht, Göttingen 1967/1980 (Bd. 1: 1967. 2. Aufl. 1971 ISBN 3-525-58141-6; Bd. 2: 1980 ISBN 3-525-58142-4)
- Christliche Spiritualität. Theologische Aspekte. Kleine Vandenhoeck-Reihe 1519. Vandenhoeck & Ruprecht, Göttingen 1986 ISBN 3-525-33522-9
- Systematische Theologie. 3 Bde. Vandenhoeck & Ruprecht, Göttingen 1988/1991/1993 (zentrales Werk) (engl.: Systematic Theology, 1991ff.)
  - Bd. 1: 1988 ISBN 3-525-52185-5
  - Bd. 2: 1991 ISBN 3-525-52187-1
  - Bd. 3: 1993 ISBN 3-525-52190-1
- Anthropologie in theologischer Perspektive,Vandenhoeck & Ruprecht, Göttingen 1983(engl.: Anthropology in Theological Perspective, 1985)
- (Hrsg.:) Verbindliches Zeugnis (3 Bde.) 1992. 1995.
- Grundlagen der Ethik. Philosophisch-theologische Perspektiven. UTB 2458. 1996. 2., durchges. und erg. Aufl. Vandenhoeck & Ruprecht, Göttingen 2003 ISBN 3-8252-2458-9 Inhaltsverzeichnis
- Theologie und Philosophie. Ihr Verhältnis im Lichte ihrer gemeinsamen Geschichte. Vandenhoeck & Ruprecht, Göttingen 1996 ISBN 3-525-56189-X
- Beiträge zur systematischen Theologie. 3 Bde. Vandenhoeck & Ruprecht, Göttingen 1999/2000 (mehrbändige Aufsatzsammlung)
  - Bd. 1: Philosophie, Religion, Offenbarung. 1999 ISBN 3-525-56194-6
  - Bd. 2: Natur und Mensch — und die Zukunft der Schöpfung. 2000 ISBN 3-525-56193-8
  - Bd. 3: Kirche und Ökumene. 2000 ISBN 3-525-56197-0
- Analogie und Offenbarung. Eine kritische Untersuchung zur Geschichte des Analogiebegriffs in der Lehre von der Gotteserkenntnis, Vandenhoeck & Ruprecht, Göttingen 2007 ISBN 3-525-56158-X (um zwei Kapitel erweiterte Habilitationsschrift)